# Квінт Цецилій Метелл Пій
Квінт Цецилій Метелл Пій (лат. Quintus Caecilius Metellus Pius; близько 125 до н. е. — 63 до н. е.) — давньоримський політик, консул (80 р. до н. е.) і великий понтифік (81 р. до н. е. — 63 р. до н. е.).

## Походження
Народився у знатному роді Цециліїв, належав до гілки Метеллів. Був єдиним сином — Квінта Цецилія Метелла Нумідійського, відомого полководця Югуртинської війни, що керував у Африці римськими військами. Представники  роду Метеллів займали наприкінці II століття до н. е. — на початку I століття до н. е. консульські посади. Дружина Квінта Цецилія — Ліцинія Секунда, була дочкою Луція Ліцинія Красса.
Агномен Пій (Pius) він отримав за те, що своєю кришталево чистою репутацією заслужив повернення в Рим свого батька, який перебував у вигнанні в результаті підступів Сатурніна. Згодом ця репутація допомогла йому зайняти пост Pontifex Maximus.

## Військова кар'єра

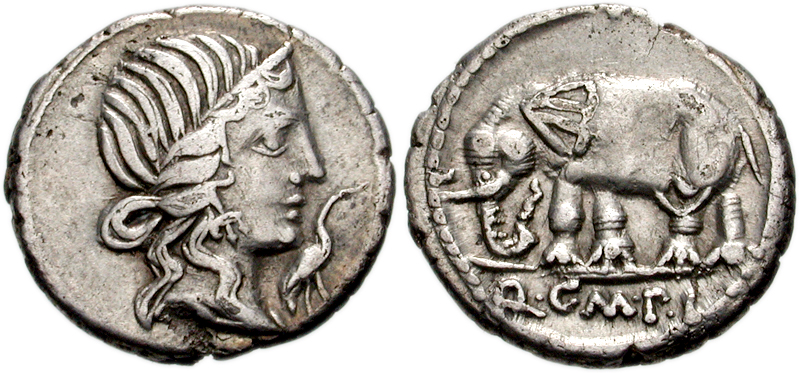
Срібний денарій Квінта Цецилія Метелла Пія, 81 рік до н. е.

Під час Союзницької війни 91—88 рр. Метелл був претором і командував однією з римських армій, його ім'я називається в числі найзначніших полководців цієї війни. За повідомленням Аврелія Віктора, Метелл убив ватажка марсів Помпедія (Сілона). Після встановлення в Римі панування Марія та Цінни він волів не повертатися, а чекав результату подій в Лігурії.
Разом зі своєю армією він приєднався до Сулли і разом з ним брав участь у Громадянській війні 83—82 рр. У 83 році до н. е. зазнав поразки від Гая Фабія Адріана, прихильника Гая Марія, й вимушений був відступити до Нарбонської Галлії.
У 81 до н. е. став великим понтифіком і залишався ним до своєї смерті в 63 до н. е. У тому ж році Сулла, що був уже довічним диктатором, вибрав Метелла, як відомого і шанованого представника римського нобілітету, для консульства на майбутній рік (разом з собою). Для закріплення родинних зв'язків Сулла взяв у дружину двоюрідну сестру, Метелла.
У 80 р. до н. е. його обрано разом з Суллою консулом. І вже у 79 р. до н  е.  Метелл був відправлений як проконсул в Іспанію для ведення війни проти Квінта Серторія, однак довгих 8 років не зумів його перемогти, поки Метеллу не надіслано Римом на допомогу Гнея Помпея Великого. Обидва закінчили війну у 71 році до н. е. та отримали тріумф у Римі.
Метелл помер у Римі в 63 році до н. е. Його усиновленим став Квінт Квінт Цецилій Метелл Пій Сципіон Назіка — консул 52 р. до н. е.